# Oberklingensporn
Oberklingensporn ist ein Gemeindeteil der Stadt Naila im oberfränkischen Landkreis Hof in Bayern. Oberklingensporn liegt in der Gemarkung Naila.

## Geografie
Die Einöde bildet mit Mittel- und Unterklingensporn im Norden eine geschlossene Siedlung. Diese liegt an der Selbitz und an der Staatsstraße 2195, die entlang der Selbitz nach Naila (1,8 km südöstlich) bzw. nach Marxgrün verläuft (1,8 km nordwestlich).

## Geschichte
1421 empfing Kunemund von Dobeneck die Wüstung Oberklingensporn als markgräfliches Lehen. 1450 verkaufte Rudolf von Dobeneck die Mühle an die Herrschaft Waldenfels. 1549 verkauften die Herren von Dobeneck ihren weiteren Besitz an die Reitzensteiner. Oberklingensporn wurde jahrhundertelang als Hammer betrieben.
Klingensporn gehörte teils zur Realgemeinde Naila, teils zur Realgemeinde Froschgrün. Gegen Ende des 18. Jahrhunderts bestand Ober-, Mittel- und Unterklingensporn aus drei Anwesen. Die Hochgerichtsbarkeit hatte das bayreuthische Vogteiamt Naila. Grundherren waren das Rittergut Frosch- und Schneckengrün (2 Häuser) und das Kastenamt Lichtenberg (1 Hammer).
Von 1797 bis 1810 unterstand Oberklingensporn dem Justiz- und Kammeramt Naila. Infolge des Ersten Gemeindeedikts wurde Oberklingensporn dem 1812 gebildeten Steuerdistrikt Naila und der zugleich entstandenen Munizipalgemeinde Naila zugewiesen.

### Einwohnerentwicklung
| Jahr      | 1819  | 1861   | 1871   | 1885   | 1900   | 1925   | 1950   | 1961   | 1970   | 1987  |
| Einwohner | 18    | 22     | 17     | 32     | 44     | 36     | 53     | 12     | 7      | 0     |
| Häuser    |       |        |        | 2      | 4      | 3      | 4      | 2      |        | 0     |
| Quelle    | [ 7 ] | [ 10 ] | [ 11 ] | [ 12 ] | [ 13 ] | [ 14 ] | [ 15 ] | [ 16 ] | [ 17 ] | [ 1 ] |

## Religion
Oberklingensporn ist seit der Reformation evangelisch-lutherisch geprägt und bis heute in die Stadtkirche Naila gepfarrt.